# NGC 6940
NGC 6940 est un vieil amas ouvert situé dans la constellation du Petit Renard. Il a été découvert par l'astronome germano-britannique William Herschel en 1784.

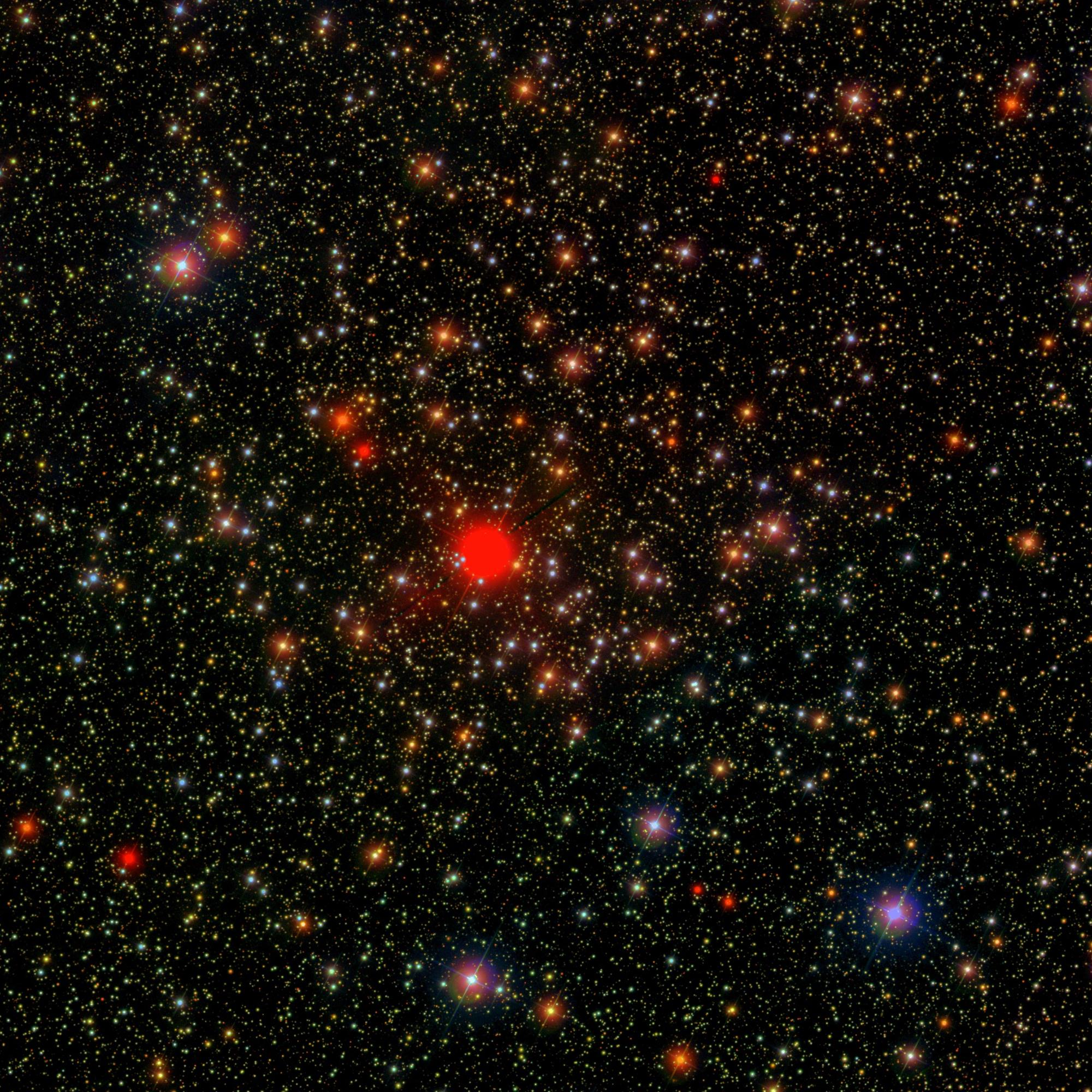
NGC 6940 par le relevé SDSS.

Selon la classification des amas ouverts de Robert Trumpler, cet amas renferme entre 50 et 100 étoiles (lettre m), dont la concentration est moyennement faible (III) et dont les magnitudes se répartissent sur un intervalle moyen (le chiffre 2),. Le site Lynga considère que cet amas est riche en étoiles, donc ayant plus 100 étoiles (lettre r). Lynga indique également que l'amas compte 60 étoiles, ce qui contredit sa classification.

## Observation
Avec une magnitude visuelle de 6,3, l'amas n'est pas visible à l'œil nu, mais on peut facilement l'observer avec de petites jumelles et même résoudre certaines de ces étoiles.

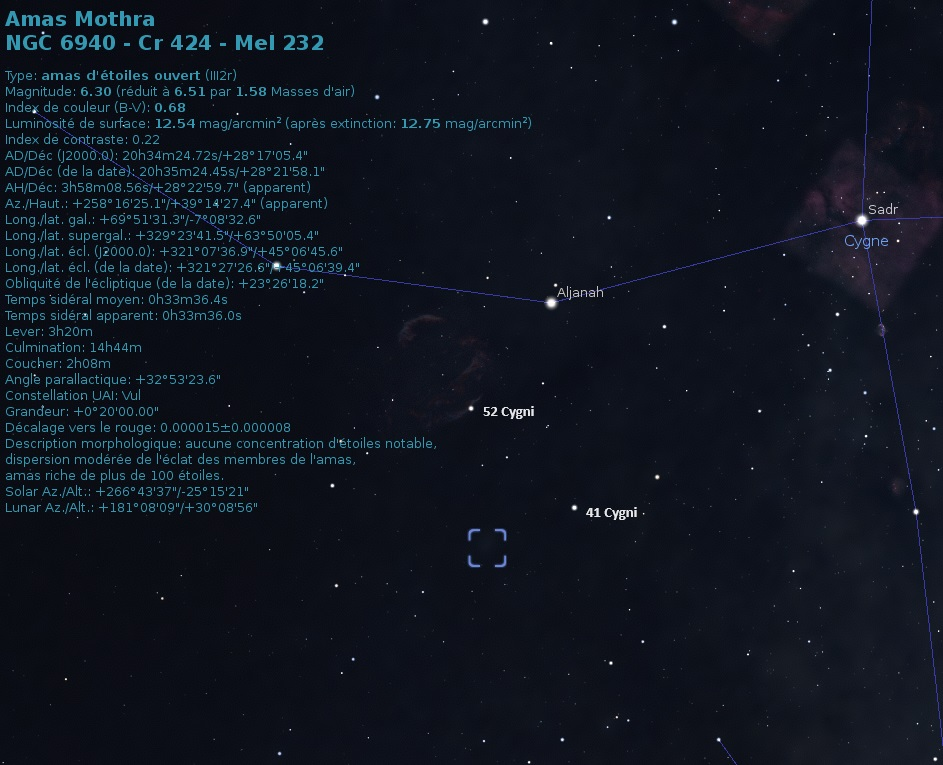
Emplacement de NGC 6940 dans la constellation du Petit Renard.

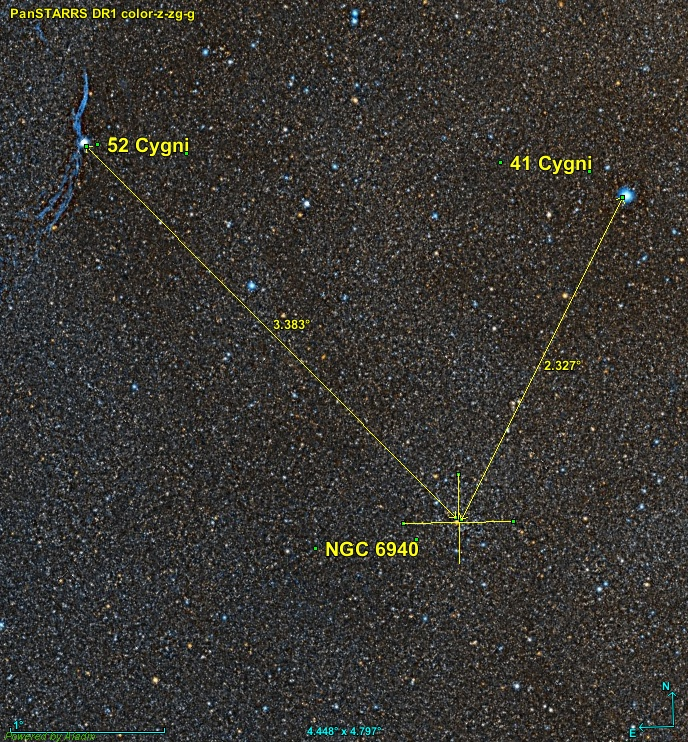
Position de NGC 6940 par rapport à deux étoiles de la constellation du Cygne.

NGC 6940 est situé tout près de la frontière séparant les constellations du Petit Renard et du Cygne. Les deux étoiles brillantes les plus rapprochées sont dans le Cygne. Il s'agit de 41 Cygni et de 52 Cygni respectivement à environ 2,3 degrés au nord-ouest et 3,4 degrés au nord-est de l'amas.

## Caractéristiques
Plusieurs caractéristiques apparaissent sur la base de données Simbad, mais une publication très récente (2023) basée sur les mesures de la parallaxe par le satellite Gaia a permis une mise à jour importante des données. Les données du « GAIA EARLY DATA RELEASE 3 (GAIA EDR3) » ont également permis aux auteurs (Almeida, Monteiro et Dias) de cette publication d'estimer la masse de 773 amas ouverts, dont celle de NGC 6940 qui est de 1393 ± 278 {\displaystyle M_{\odot }}.

### Distance, taille et vitesse
Cet amas est à 1 000 ± 9 pc du système solaire.
Six valeurs de la distance sont indiquées sur la base de données Simbad : 1 101 pc, 841 pc, 992 ± 12 pc (∼3 240 al), 844 pc, 1 047,129 pc et 770 pc. Si on fait exception de cette dernière valeur d'un article publié en 2005, la moyenne et l'écart-type des cinq autres valeurs sont égaux à 965 ± 118 pc (∼3 150 al), ce qui est en accord avec la valeur proposée par Almeida.
La taille apparente de l'amas est de 25 minutes d'arc, ce qui, compte tenu de la distance égale à 1 000 ± 9 pc et grâce à un calcul simple, équivaut à une taille réelle de 23,7 ± 0,2 al.
Six vitesses sont aussi indiquées sur la base de données Simbad : 8,53 ± 0,12 km/s, 7,90 ± 0,12 km/s, 4,70 ± 2,32 km/s, 8,047 ± 0,632 km/s, 8,10 ± 0,15 km/s et 7,7 ± 0,1 km/s. Si on écarte la vitesse provenant de la publication de Loktin et Popova, dont les valeurs sont souvent très différentes des autres publications, on obtient une vitesse moyenne de 8,03 ± 0,34 km/s.

### Métallicité
Simbad rapporte trois valeurs de la métallicité provenant d'articles publiés entre 2016 et 2021 : 0,009, -0,032 et 0,15. La valeur indiquée par Almeida est de 0,008 ± 0,045. Selon cette valeur, le pourcentage d'éléments lourds (plus lourds que l'hydrogène et l'hélium) de cet amas serait compris entre 92% et 113% (100,008 ± 0,045) de celui du Soleil.

### Âge
Webda et Lynga indiquent un âge de 721 millions d'années (log10=8,858),.
Un article basé sur l'étude de géantes rouges de l'amas et publié en 2016 lui confère un âge beaucoup plus grand, soit 1,1 milliard d'années . D'autres sources lui attribuent aussi un âge plus grand. Selon Belloni et Tagliaferri, l'âge de l'amas est supérieur à un milliard d'années, selon Vikrant et ses collègues, l'amas serait âgé de 1,3 milliard d'années. Almeida propose un âge de 1,05 ± 0,04 Ga (log10=9,157 ± 0,013).

### Étoiles

#### Les membres de l'amas
Dans une publication de 1972, W. L. Sanders estimait le nombre d'étoiles de cet amas à 83. Cependant, selon une étude plus récente réalisée avec les données de « GAIA EARLY DATA RELEASE 3 (GAIA EDR3) », seulement 43 étoiles des 151 observées seraient membres de l'amas et 12 autres possiblement membres.
Simbad montre aussi un bouton nommé Children. En cliquant sur ce bouton, on atteint une section de cette base de données qui renferme un tableau contenant 3 911 entrées, dont 1 795 Children, pour NGC 6940. Cependant, des étoiles (les Children) peuvent apparaître plusieurs fois dans la deuxième colonne du tableau, d'où le nombre de liens bibliographiques qui est supérieure au nombre d'étoiles. La quatrième colonne de ce tableau indique la probabilité que l'étoile appartienne à l'amas. En cliquant sur le titre de cette colonne, on peut classer la probabilité par ordre croissant ou décroissant. En cliquant sur la désignation de l'étoile, on atteint la page de Simbad qui résume ses propriétés. 

#### Source de rayon X
En examinant les données du satellite ROSAT, 18 sources de rayon X ont été détectées dans le champ de NGC 6940, dont quatre sont identifiées comme membres de l'amas et possiblement une cinquième. Les treize autres sont probablement de nature extragalactique. Ces quatre sources présentent des propriétés typiques des étoiles de type RS Canum Venaticorum (RS CVn), mais seulement trois d'entre elles font partie d'un système binaire sur les six connus à ce jour dans cet amas. Cependant, seules deux de ces trois sources présentent les caractéristiques d'une binaire X.

#### Étoiles variables
Des 278 étoiles examinées dans le champ de NGC 6940, huit se sont avérées être membres de l'amas. Leur période varie de 0,0455 jour à 0,1792 jour. Ces étoiles sont de type Delta Scuti. Une étoile multipériodique est un membre probable de l'amas et sept autres sont des candidates non confirmées.

#### Traînardes bleues
NGC 6940 renferme au moins six étoiles traînardes bleues.